# مقاطعة والش (داكوتا الشمالية)
والش (بالإنجليزية: Walsh)‏ هي إحدى مقاطعات ولاية داكوتا الشمالية في الولايات المتحدة الأمريكية.